# سراب احمدوند (مقاطعة دلفان)
سراب احمدوند (بالفارسية: سراب احمدوند) هي قرية تقع في Nurabad Rural District في إيران. يقدر عدد سكانها بـ 935 نسمة بحسب إحصاء 2016.